# Sabirabad (rajón)
Okres Sabirabad (ázerbájdžánsky: Sabirabad Rayonu) je jedním z 66 rajónů Ázerbájdžánu. Nachází se ve středu země a patří do Aranského hospodářského regionu. Okres hraničí s okresy Saatly, Imishli, Kurdamir, Hajigabul, Salyan, Bilasuvar a samosprávním územím města Širvan. Jeho hlavním a největším městem je Sabirabad. V roce 2020 měl okres 178 800 obyvatel.

## Historie
Oblast Sabirabad je bohatá na starověké památky a osady. Díky vykopávkám provedeným v Surře, Džavádu, Abdulyanu, Garatepe, Guruzmě, Garagashilu, Bulagli, Zanganě a Galagayinu bylo nalezeno starobylé pohřebiště i osady, které se datují do 4. století př. n. l. Materiály, které byly nalezeny v místě vesnice Shahargah ukazují, že starověké nálezy patří do 11.–12. století. Historicky některé národy zaútočily na Mughanské země tehdy známé jako „Khaver Zemin“ nebo „země Guneshli“. Všechny pokusy však byly zastaveny. Od té doby byl název „Khaver Zamin“ nahrazen názvem Galagayinem. Historie se do současné doby promítá v názvu vesnice Galagayin, která se na území rajónu Sabirabad nachází.
Největší vesnicí v okrese je Džavád, který byl v historii centrem Džavádského chanátu. Džavád se stal součástí Gubského chanátu v roce 1768. Když se Ázerbájdžán stal součástí Ruska, bylo v Džavádu usazeno několik Rusů. Rajón byl pojmenován Petropavlovka v roce 1988.
Rajón Sabirabad byl vytvořen 8. srpna 1930. Dne 7. října 1931 byla Petropavlovka dekretem ázerbájdžánského ústředního výkonného výboru přejmenována podle satirického básníka M. A. Sabira, 25. května 1943 se rajón Saatli stal součástí Sabirabadu. Rajón Saatli byl připojen k Sabirabadu od 4. ledna 1963 do 14. ledna 1965. Město Sabirabad zíksalo statut města 7. listopadu 1952 a od 4. prosince 1959 nese rajón název Sabirabad.

## Poloha
Rajón se nachází na jihu roviny Mugan, na severu hraničí 30 km s rajónem Kurdamir, na severozápadě 5 km s rajónem Shamakhi, na jihu 24 km s městem Shirvan a 18 km s rajónem Bilasuvar, na jihozápadě 48 km se rajónem Saryan, na východě 136 km s rajónem Saatly a 8 km s rajónem Imishli. Vzdálenost ze severu na jih má rajón Sabirabad 66 km, z východu na západ 24 km. Část území rajónu se rozkládá na pravém břehu řeky Kury, v Şirvanské pláni.
Nízko položená oblast je závislá na kanálech a přehradách. Jejich poškození v průběhu roku 2010 způsobilo záplavy, vody z jezera Sarisu zaplavily několik vesnic v regionu.